# The Air I Breathe
The Air I Breathe è un film del 2007 diretto da Jieho Lee.

## Trama
Il film è basato su un antico proverbio cinese che divide la vita in quattro pietre ancestrali: Felicità - Piacere - Tristezza - Amore, che si intrecciano in storie parallele.
- La felicità (Forest Whitaker) segue la storia di un timido impiegato di banca che ha ricevuto una soffiata su una corsa di cavalli truccata, ascoltando una conversazione in un bagno, e decide di giocarsi tutto, perdendo. Per ripagare lo strozzino (Andy García), decide di rapinare una banca, ma qualcosa va storto.
- Il piacere (Brendan Fraser) segue la storia di un gangster, agli ordini del boss Dita (Andy García), che possiede il dono della preveggenza. Dita incarica "il piacere" di occuparsi di suo nipote Tony (Emile Hirsch) che sta arrivando in città. Il personaggio viene a conoscenza dei piani di Dita riguardanti una cantante, ma nella vita di questa non vede alcun futuro. D'ora in avanti il dono della preveggenza lo abbandonerà.
- Il dolore (Sarah Michelle Gellar) segue la storia di Trista, un'imprudente neo-pop star, orfana di padre, che, arrivata ad un punto turbolento della sua carriera, scopre che il suo nuovo agente è il boss Dita che le promette di farle calcare il palcoscenico con grande successo. Trista viene minacciata nel caso non segua le indicazioni di Dita, ma un gangster, al servizio del boss, la ospita a casa sua per nasconderla, tradendo la fiducia del boss.
- L'amore (Kevin Bacon) segue la storia di un frenetico dottore che cerca disperatamente di salvare la vita di una paziente morsa da un serpente, Gina (Julie Delpy), una sua vecchia ragazza che si è sposata con il suo migliore amico d'università. Per salvarla ha bisogno di una trasfusione di un sangue molto raro, ma seguendo un programma con la nuova cantante Trista, avrà un'illuminazione.

## Distribuzione
- Uscita negli USA : 29 aprile 2007 (première al Tribeca Film Festival)
- Uscita negli USA : 25 gennaio 2008
- Uscita nel Regno Unito : 14 dicembre 2007
- Uscita in Italia : 5 settembre 2008 (distribuzione limitata)

## Slogan promozionali
- «Sometimes the things we can't change...end up changing us.»
- «Happiness. Sorrow. Pleasure. Love.»
- «The question is not whether we will die, but how we will live.»